# Maurizio Gualco
Maurizio Gualco (Varese, 1º aprile 1956) è un ex cestista italiano, figlio di Giancarlo Gualco, cestista della Pallacanestro Varese degli anni cinquanta.

## Carriera
In Serie A ha vestito le maglie di Varese, Genova, Stella Azzurra e Fortitudo Bologna e in totale ha realizzato 4 353 punti.

## Palmarès
- Coppa dei Campioni: 2

Pall. Varese: 1974-75, 1975-76
- Coppa delle Coppe: 1

Pall. Varese: 1979-80
- Promozione in Serie A1: 3

Emerson Genova: 1976-77
Fortitudo Bologna: 1983-84, 1985-86